# Murat Akın
Murat Akın (Sint-Niklaas, 22 oktober 1986) is een Turks-Belgisch voormalig voetballer die doorgaans speelde als middenvelder. Tussen 2005 en 2019 speelde hij voor KSK Beveren, SK Sint-Niklaas, Kasımpaşa, Orduspor, Antalyaspor, Konyaspor, Kayseri Erciyesspor, Istanbul Başakşehir, Kayserispor, Karabükspor, FC Wil, Göztepe SK, Sakaryaspor, opnieuw Karabükspor, Adana Demirspor en opnieuw SKN Sint-Niklaas.
In januari 2020 werd hij aangesteld als sportief directeur bij Fatih Karagümrük, dat in het seizoen daarvoor naar de TFF 1. Lig was gepromoveerd en meteen weer een niveau steeg naar de Süper Lig.

## Clubcarrière
Akın startte zijn carrière in eigen land, bij KSK Beveren en SK Sint-Niklaas, maar zijn vaderland Turkije bleek uiteindelijk de bestemming voor de middenvelder. Bij Kasımpaşa kwam hij veel in actie en ook een verhuurperiode bij Orduspor was succesvol. In 2012 verliet hij Kasımpaşa en tekende hij bij Antalyaspor. Eem half jaar en slechts één duel later besloten club en speler uit elkaar te gaan. Konyaspor nam hem over en was en half jaar lang zijn werkgever. In de zomer van 2013 verkaste de Belgische Turk naar Kayseri Erciyesspor. Na Erciyesspor volgde Istanbul Başakşehir, waar hij meerdere seizoenen achter elkaar een rol van reserve vervulde. In de seizoenen 2014/15 en 2015/16 werd Akin verhuurd aan respectievelijk Kayserispor en Karabükspor. Na zijn terugkeer van die tweede club verhuisde de middenvelder naar Zwitserland, waar hij ging spelen voor FC Wil. Een half jaar later keerde hij terug naar Turkije. Bij Göztepe SK zette hij zijn handtekening onder een verbintenis voor de duur van anderhalf jaar. Akın verliet de club al na een half jaar, toen Sakaryaspor zijn nieuwe werkgever werd. In januari 2018 keerde de middenvelder terug bij Karabükspor. Na een halfjaar verkaste Akın naar Adana Demirspor. In november 2018 zette Akın een punt achter zijn actieve loopbaan.. Hij kwam echter later die maand uit voetbalpensioen om tot het einde van het seizoen voor de club waar het allemaal begon, SK Nieuwkeken Sint-Niklaas, te gaan spelen. Hier speelde hij tot het einde van het seizoen om vervolgens opnieuw zijn voetbalschoenen aan de wilgen te hangen.

## Erelijst
| Competitie          |                     |                     |                     |                     |
| Competitie          | Aantal              | Jaren               |                     |                     |
| Kayseri Erciyesspor | Kayseri Erciyesspor | Kayseri Erciyesspor | Kayseri Erciyesspor | Kayseri Erciyesspor |
| ------------------- | ------------------- | ------------------- | ------------------- | ------------------- |
| 1. Lig              | 1                   | 2013/14             |                     |                     |
| Istanbul Başakşehir |                     |                     |                     |                     |
| 1. Lig              | 1                   | 2014/15             |                     |                     |